# 映画 フレッシュプリキュア! おもちゃの国は秘密がいっぱい!?
『映画 フレッシュプリキュア! おもちゃの国は秘密がいっぱい!?』（えいが フレッシュプリキュア おもちゃのくにはひみつがいっぱい）は、2009年10月31日に公開された『フレッシュプリキュア!』のアニメ映画。
キャッチコピーは「おもちゃが消えて大ピンチッ!?」、「輝くハートで、おもちゃを救えっ!!」、「ハートに愛の光を!」、「みんなの大切なモノを守るために、プリキュア奇跡の大変身!!」。

## 概要
『フレッシュプリキュア!』枠としては初の単独映画で、東せつな/キュアパッションにとってはスクリーンデビューとなる作品。映画に先駆けTVシリーズ26話ではぬいぐるみのウサピョンが、35話では本作の舞台となるおもちゃの国が登場した。
本編と若干矛盾する設定がのちに登場するため、本エピソードがどこにあたるかは明確にされていないが、ラッキークローバー・グランドフィナーレを使用していることから、設定としては37話以降のものに近い。
本作ではキュアピーチの更なる変身『キュアエンジェル』が登場し、のちにTVシリーズ終盤にも4人の強化形態として登場する反面、今までの劇場作品で登場したTVシリーズの敵組織や怪物が、本作では一切登場しない。
プリキュア5シリーズより継続されている鑑賞者参加型コンセプトは継続され、今回はペンダント型の「ミラクルハートライト」として例年どおり中学生以下に配布される。また、エンディングではプリキュアと一緒に映画館の中で「H@ppy Together!!!」のダンスをすることが特別に許可されるという新たな試みも行われた。映画館にキュアピーチが登場して子供たちとダンスの振り付けを練習する、という「映画館でキュアピーチと踊ろう!」キャンペーンも、土曜・日曜・祝日に一部の映画館で行われた。
また本作では、「プリキュアサンバイザー」と呼ばれる紙製サンバイザーが「ミラクルハートライト」と共に、中学生以下に配布された。これ以降、プリキュア映画ではサンバイザーを配布するのが恒例になっている。
音楽はTVシリーズと同じく高梨康治が担当している。変身シーンのBGMは「深く印象に残るシーンなのでもっと派手に、華やかにしたい」という高梨の意向によりアレンジ（リズムの強化、生オーケストラの追加、スピード感のアップなど）されたものが使用されている。また、このBGMはTVシリーズでも38話から従来のBGMと差し替えられる形で使用されている。
全国159館で公開された本作は、初日2日間での動員16万6,108人、興行収入1億7,026万9,700円を記録し、11月7 - 8日の映画週末興行成績で第4位となった。

## ストーリー
ラブたちがパジャマパーティをしようと、桃園家に4人が集まった夜、街から次々に玩具が消えた。ラブたちはラビリンスの企みを疑うも、クローバーボックスは反応を示さない。
その時何処からかラブを呼ぶ声がして、シフォンが超能力でその声の主を呼び出すと、それは昔よく遊んだ兎のぬいぐるみのウサピョンだった。プリキュア達はウサピョンの頼みでおもちゃの国へ向かうと、トイマジンに恐怖するおもちゃの国の住民達の姿があった。トイマジンの野望を阻止しようと挑むプリキュアだったが、その前に現れたルーレット伯爵の策により、プリキュア達はすごろく空間の罠に誘い込まれてしまう。
すごろく空間の試練に勝ってそこを抜け出ると、ついにトイマジンが直々にプリキュア達の前に現れた。おもちゃの国やトイマジンの真実とその憎悪を知らされ、さらにウサピョンも同じ憎しみを抱いていると思いこんだラブは、苦悩する。トイマジンはさらにおもちゃの国の住民達に呼びかけ、憎しみを抱いているおもちゃ達を自分の身体に吸収してパワーアップを果たした。
激化する戦いの最中、ウサピョンから本当のことを知らされたラブは、トイマジン達捨てられたおもちゃの心を救うため、キュアエンジェルに変身する。その力はおもちゃの国の住民達の心を癒し、トイマジンを元の姿であるテディベアに戻した。子供達の思いを受け止めたテディベアは、もう一度子供を信じる気持ちを取り戻した。戦いが終わった翌日、ラブはフリーマーケットで心の優しい少女と出会い、彼女にテディベアを託すのであった。

## 登場キャラクター

### 本編からの登場人物
桃園 ラブ（ももぞの ラブ）/ キュアピーチ / キュアエンジェル
声 - 沖佳苗
パジャマパーティの最中に再会したウサピョンの頼みに応じて仲間達とともにおもちゃの国へ向かう。
すごろくの森ではカンフー道場に飛ばされ、道着姿になった。
蒼乃 美希（あおの みき）/ キュアベリー
声 - 喜多村英梨
ラブに付いておもちゃの国へ向かう。
すごろくの森ではどこかの小惑星のようなところに飛ばされ、未来的な服装になった。
山吹 祈里（やまぶき いのり） / キュアパイン
声 - 中川亜紀子
ラブに付いておもちゃの国へ向かう。
すごろくの森では原始時代のようなところに飛ばされ、古代の戦士のような姿になり、剣を持たされていた。
東 せつな（ひがし せつな） / キュアパッション
声 - 小松由佳
ラブに付いておもちゃの国へ向かう。
すごろくの森ではチェスのようなところに飛ばされ、ディーラーのような服装になった。
シフォン
声 - こおろぎさとみ
ウサピョンの呼び声を聞いてラブと再会させる。
タルト
声 - 松野太紀
プリキュアに付いていくが、すごろくの森では一回休みを引かされシフォンと一緒に眠ってしまう。
カオルちゃん
声 - 前田健
本作ではタルトとシフォンと一緒にミラクルハートライトの解説も担当した。
桃園 あゆみ（ももぞの あゆみ）
声 - 氷上恭子
桃園 圭太郎（ももぞの けいたろう）
パジャマパーティを行うという4人を暖かく迎え、見守る。

### おもちゃの国の住人
ウサピョン
声 - 鶴ひろみ
「おもちゃの国」に住んでいる妖精。ウサギのような姿をしている。一人称は「わたし」または「あたし」。
正体はラブが昔遊んでいたぬいぐるみで、彼女が小学3年の頃から押入れに仕舞い込んだきりだったため、かなり古びており、背中と耳から綿がでている。
トイマジンとは知り合いであり、彼が悪に染まってゆくのがたえられず、悪事をやめるようにトイマジンを説得している。
物語序盤では人間界に出向き、プリキュアたちにトイマジンの暴走を止めてもらうため、おもちゃの国へと導く。
そのあとはトイマジンに捕まり、プリキュアを連れてきたことについて責められ、トイマジンの主張に反論できずに吸収される。
物語終盤では、巨大化したトイマジンの中に眠りついていたが、キュアピーチの涙ながらの呼びかけによって目覚め、そのあとは「ミラクルライト」でプリキュアを応援する。
エピローグにて、本来の姿である古びたぬいぐるみは、ラブによってきれいに修復されていた。
門番（もんばん）
声 - 中野慎太郎
おもちゃの国の門番。
規則には厳しいが、ウサピョンが手書きしたパスポートを認め、ラブたちを入国させた。
シンバル猿（シンバルざる）
声 - 矢部雅史
おもちゃの国で、映画監督をしている。
ドレースちゃん
声 - 一色まゆ
おもちゃの国の女優で、サインを求められるほどの人気がある。
マトリョーシカ
声 - 埴岡由紀子
おもちゃの国の住人。中の2つの人形と同時に話す。

### 本作の敵
トイマジン
声 - 塩屋浩三
「おもちゃの国」を事実上支配している、おもちゃの魔神。一人称は「ボク」で、言動には幼さがある。
大きいクマのような鎧の姿をしており、マントをつけている。体はカラフルな基調が特徴。また、体中には武器を装備している。
ふだんは異空間に滞在し、大鏡をとおして国を監視している。そのため、住民たちからは恐怖の対象になっている。
その正体は、おもちゃのテディベアであったが、子供に捨てられたあと、全身を捨てられたおもちゃたちの恨みで構成されたことで現在の姿に変貌した経緯をもつ。
自分たちを捨てた子供への復讐を企み、その第一歩として人間界のおもちゃを消滅させる行動にでる。
物語序盤では、配下たちにプリキュアの打倒を任せており、プリキュアたちを引き連れてきたウサピョンを責めたて、ついには彼女を吸収する。
物語中盤では、みずからプリキュアの前に姿をあらわし、怪力と全身から放つミサイルを武器に、プリキュアたちと互角以上の戦いをくり広げる。
物語終盤では、プリキュアたちの「ラッキークローバー･グランドフィナーレ」をうけるが、玩具たちに子供への恨みを呼び覚して吸収し、最終形態へと変化する。しかし、キュアエンジェルになったキュアピーチの「プリキュア･ラビング･トゥルー･ハート」をうけて浄化され、玩具たちはトイマジンの体から離れ、自身も本来のテディベアの姿に戻った。
『映画 プリキュアオールスターズDX3 未来にとどけ! 世界をつなぐ☆虹色の花』にてブラックホールの力によってトイマジンの憎しみのこころが、トイマジンの姿を借りて登場する。
最終形態
漆黒の巨大なクマのような姿になる。ボンベ型の口や胸のあたりのシンボルは残っている。
強力に怪力をもっており、拳を地面にたたきつけるだけで爆風がおこる。
テディベア
声 - 坂本千夏
トイマジンの本来の姿と名。クマのぬいぐるみで、首筋に金のボタンと朱色のリボンがついている。
トイマジンの姿から戻ったあとは、最終的に｢もういちど、子供を信じてみる｣と改心し、後日に開かれたフリーマーケットで女の子に貰われた。

#### トイマジンの配下たち
いずれもトイマジンの命令でプリキュアたちと敵対しているが、おもちゃの国の住民なのかは不明。
大鏡（おおかがみ）
声 - 酒井敬幸
トイマジンの部屋にある自我をもつ大きな鏡。鏡にいろいろなものを映し、トイマジンに知らせる役割を担っている。
ルーレット伯爵（ルーレットはくしゃく）
声 - 銀河万丈
1から6の数字が描かれたルーレットの胴体をもち、レバーもついている。紫色のスーツを着ている。
「回る回るのクルクルまわーるルーレット!で御馴染の存在」と自称する。
「すごろくの森」を使い、プリキュアたちを分断する。最終的には、役目を終えたことで自動消滅した。
カンフー人形（カンフーにんぎょう）
ラブが飛ばされた世界にいた人形。黄色の胴着を着用した青年のような姿をしている。基本的に会話はしない。
ヌンチャクを武器にキュアピーチと交戦するが、冷静になった彼女に反撃されたことで戦闘不能になった。
宇宙人（うちゅうじん）
美希が飛ばされた世界にいた宇宙人。緑色の小柄な身体をしており、アフロヘアに黄色の口ばしが特徴。基本的に会話はしない。
UFOに乗ってキュアベリーに攻撃をしかけるが、同じくUFOに乗って反撃にでた彼女に動揺し、最後はキュアベリーにUFOごと爆撃された。
恐竜（きょうりゅう）
祈里が飛ばされた世界にいたおもちゃの恐竜。ティラノサウルスのような姿をしている。
足に枝がひっかかった痛みで暴走してキュアパインを追いかけまわすが、事情を知った彼女に枝を抜かれたことで沈静化した。
キング
声 - 小嶋一成
せつなが飛ばされた世界にいたチェスのキングの駒。一人称は「ワシ」。部下である多数の駒を従わせている。
巨大な斧で攻撃しながらキュアパッションを追いつめるが、アカルンの能力を駆使した彼女によって塔ごと押しつぶされて敗れた。

## キュアエンジェル
シフォンが呼び出した白いピックルンの力で桃園ラブが変身した姿。掛け声は「ホワイトハートはみんなの心!羽ばたけフレッシュ、キュアエンジェル!」。
異なるピックルンによる変身であるが、その外見的特徴はキュアピーチの面影を残すものになっている。胸にあるクローバーマークのワッペンには白が追加され、五つ葉になった。デザインイメージはハート。
ミラクルハートライトで集まった子供達の思いを収束させ、伝える力を持つ。従来のキュアピーチにはない飛行能力を持つ。
なおこのように、強化形態が「映画版ではピンク色のプリキュアが1人で変身し、後にテレビシリーズでは全員変身する」というパターンは、後の『スイートプリキュア♪』や『スマイルプリキュア!』でも受け継がれている。
必殺技
プリキュア・ラビング・トゥルー・ハート
「想いよ届け!」という掛け声で空に巨大なハート型オーラを作り出し、手から白い光を放って子供達の気持ちを伝える技。負の感情を浄化して温かい心を取り戻させる効果がある。

## 作中用語
おもちゃの国
おもちゃたちが暮らす国。全ての住人は子供に捨てられた玩具である。カラフルな外観をしている。入国許可証は、手書きされたものでも認められている。また、人見知りが激しく、人間等をみると驚いて逃げる。本編の第35話、45話、47話、最終話にも登場しており、一部の国民たちが登場した。
すごろくの森
ルーレット伯爵のすごろくで進まなければならないすごろく式の森。止まったマスの指示には従わないといけない。
白いピックルン
子供達の玩具への愛情を源に出現し、ラブをキュアエンジェルに変身させた白色のピックルン。正式な名前は明かされておらず、TVシリーズ1話で開放されたピックルンの中にも存在しない。背中から大きな羽が生えているのが特徴。
ミラクルハートライト
本作で観客に配られるミラクルライト。先端に逆さになったハートを模した蛍光部が付いており、更に初めてペンダント型を採用した。「ハート」をモチーフにしたミラクルライトは、前作『映画 プリキュアオールスターズDX みんなともだちっ☆奇跡の全員大集合!』で採用された「レインボーミラクルライト」に続き、TVシリーズ映画では初。また正式名称が「ミラクル○○ライト」となったのも初。
劇中では人間の心が信じられないおもちゃ達に対し、ラブが観客に「みんなの心」を訴えると、国中に観客から発せられたハートライトが浮かび、それをシフォンが集めて「白いピックルン」に変化させた。なお劇中では（プロローグの「ミラクルライト解説」を除き）、「人間界」や「おもちゃの国」の住人は一切ライトを持たなかったが、この様な光景は「ミラクルライト」が採用されて以来唯一である。

## 映像ソフト化
DVDは2010年3月17日に発売され、ブルーレイは2015年6月17日に発売された。

## スタッフ
- 製作 - 高橋浩（東映アニメーション）、有川俊（東映）、渡辺克信（朝日放送）、竹中一博（バンダイ）、篠田芳彦（アサツー・ディ・ケィ）、中山晴喜（マーベラスエンターテイメント）、木下直哉（木下工務店）
- 企画 - 西出将之、梅澤淳稔
- 脚本 - 前川淳
- 音楽 - 高梨康治
- 製作担当 - 末竹憲
- 編集 - 麻生芳弘
- 録音 - 川崎公敬
- 音響効果 - 石野貴久（サウンドリング）
- 選曲 - 水野さやか（スワラプロ）
- 記録 - 沢井尚子
- 録音スタジオ - タバック
- 現像 - 東映ラボ・テック
- キャラクターデザイン - 香川久、爲我井克美
- 作画監督 - 爲我井克美
- CGディレクター - しらいしわたる
- CGプロデューサー - 氷見武士、今村幸也
- CGアニメーションディレクター - 井野元英二、宮原直樹
- CGテクニカルディレクター - 鈴木岳雪
- CGプロダクションマネージャー - 桜井正樹
- 美術設定 - 佐藤正浩
- 美術監督 - 中村光毅
- 色彩設計 - 澤田豊二、佐久間ヨシ子
- 製作 - 映画 フレッシュプリキュア! 製作委員会（東映アニメーション、東映、バンダイ、アサツー ディ・ケイ、ABC、マーベラスエンターテイメント、木下工務店）
- 配給 - 東映
- 監督 - 志水淳児

## 主題歌
主題歌はTVシリーズ後期主題歌を本作のためにリアレンジしている。コーラスの「キュアフレッシュ!」はプリキュア声優4人による。
オープニング『Let's! フレッシュプリキュア! 〜Hybrid ver.〜 for the Movie』
作詞：六ツ見純代 作曲：高取ヒデアキ 編曲：亀山耕一郎、村田昭、水谷広美 歌：茂家瑞季 with キュアフレッシュ!
エンディング『H@ppy Together!!! for the Movie』
作詞：六ツ見純代 作曲：marhy 編曲：村田昭、marhy、水谷広美 歌：林桃子 with キュアフレッシュ!

## ネット配信
YouTube「プリキュアYouTube公式チャンネル」より、2020年4月3日18:00から同年4月10日17:59まで、本作と『映画 プリキュアオールスターズDX2 希望の光☆レインボージュエルを守れ!』・『映画 ハートキャッチプリキュア! 花の都でファッションショー…ですか!?』の計3本が期間限定無料配信された。

## 備考
- 本作に登場したキャラクターは、のちのクロスオーバー映画で台詞無しのモブキャラクターとして登場している[注 4]。